# Собор Пресвятої Діви Марії Кармельської (Ріо-де-Жанейро)

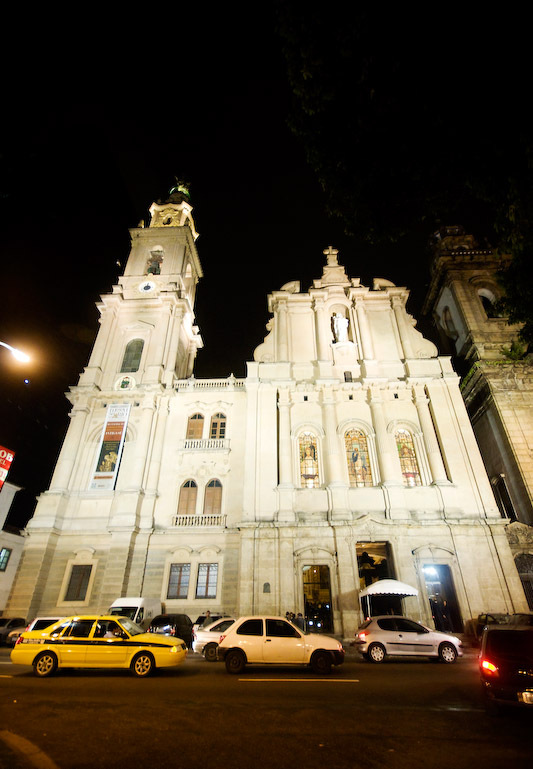

Собор Пресвятої Діви Марії Кармельської (порт. Igreja de Nossa Senhora do Monte do Carmo da antiga Sé) — церква в Ріо-де-Жанейро. Національна пам'ятка (ID 311).
Будівля була збудована у другій половині XVIII століття у стилі необарокко, інтер'єр містить елементи рококо.
Освячення храму відбулося в 1770. На той момент це була найбільша церква міста. На початку це була церква кармелітів, але з 1808 храм став собором, кафедра в якому розташовувалася до кінця 1970-х, коли новим кафедральним собором архієпархії Ріо-де-Жанейро став собор Святого Себастьяна. Сьогодні церква є сокафедрою і відома як Старий собор.
З 1903 в храмі знаходиться частина останків Педру Алваріша Кабрала, першовідкривача Бразилії.